# Ranstadt
Ranstadt is een gemeente in de Duitse deelstaat Hessen, en maakt deel uit van de Wetteraukreis.
Ranstadt telt 5.108 inwoners.

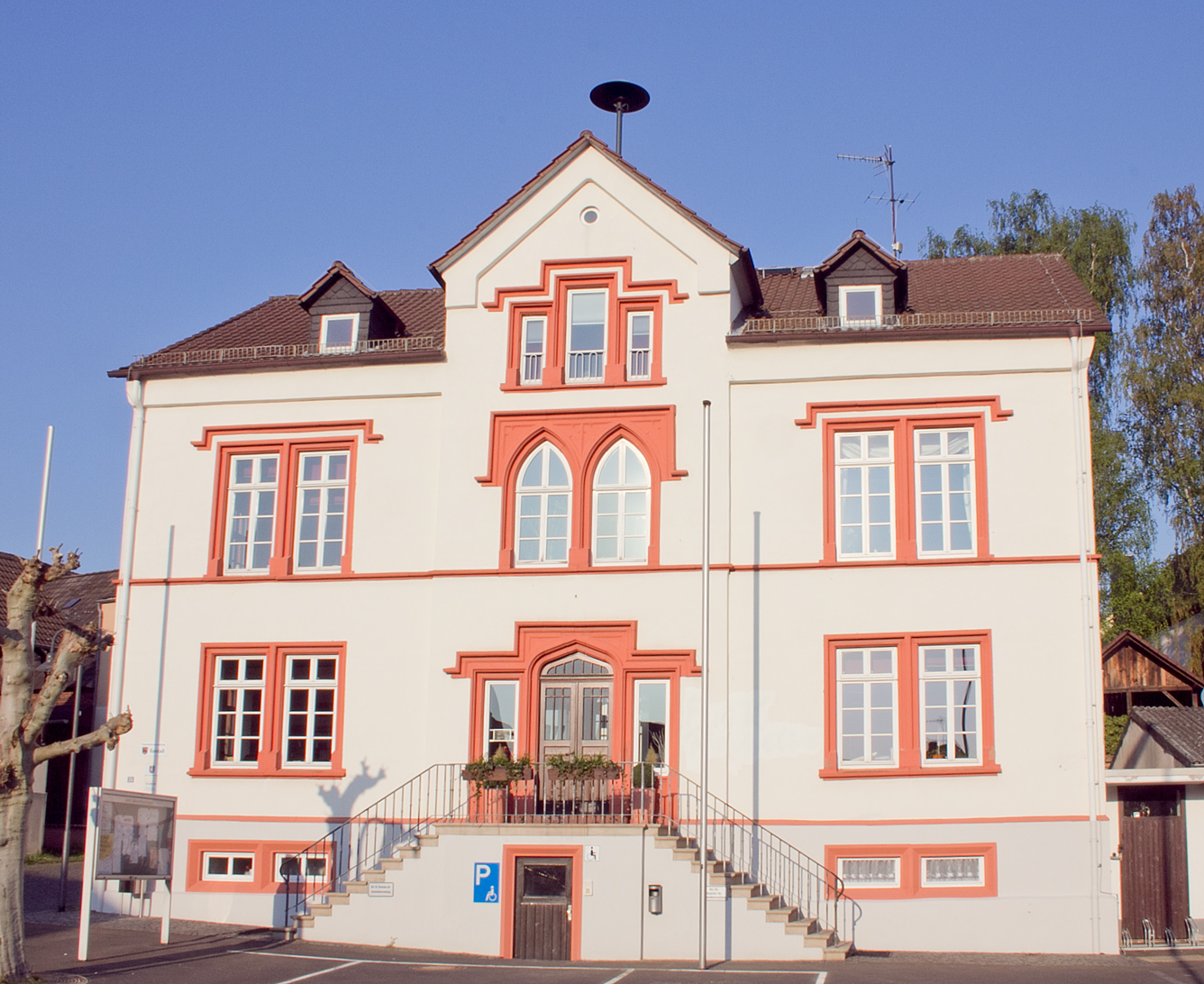
Town Hall
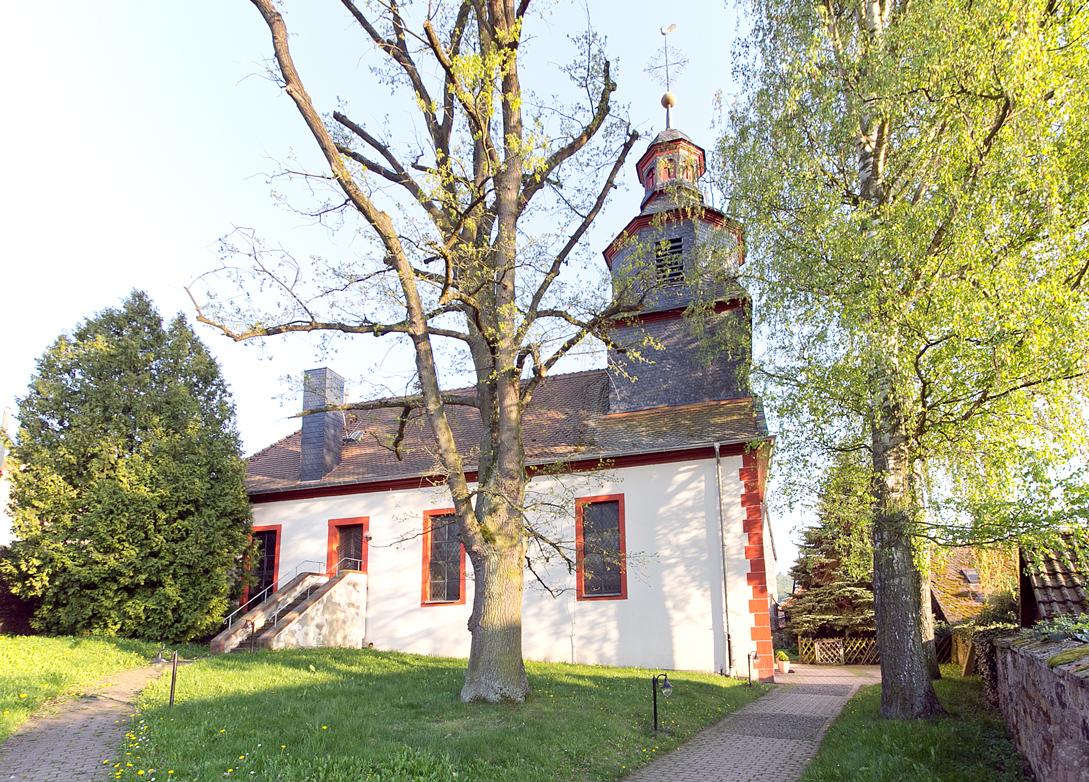
Church

Altenstadt ·
Bad Nauheim ·
Bad Vilbel ·
Büdingen ·
Butzbach ·
Echzell ·
Florstadt ·
Friedberg (Hessen) ·
Gedern ·
Glauburg ·
Hirzenhain ·
Karben ·
Kefenrod ·
Limeshain ·
Münzenberg ·
Nidda ·
Niddatal ·
Ober-Mörlen ·
Ortenberg ·
Ranstadt ·
Reichelsheim (Wetterau) ·
Rockenberg ·
Rosbach v.d. Höhe ·
Wölfersheim ·
Wöllstadt